# Nagyvölgy-patak
A Nagyvölgy-patak a Bükk-vidéken ered, Nagyvisnyó településtől délre, Heves vármegyében, mintegy 400 méteres tengerszint feletti magasságban. A patak forrásától kezdve északi irányban halad, majd Nagyvisnyó település belterületén a Szilvás-patakba torkollik.
A patak a Szilvás-patak egyik jobb oldali mellékvize.

## Partmenti települések
- Nagyvisnyó